# Hebecnema mariora
Hebecnema mariora är en tvåvingeart som beskrevs av Shinonaga 2003. Hebecnema mariora ingår i släktet Hebecnema och familjen husflugor. Inga underarter finns listade i Catalogue of Life.